# آنا درایور
آنا درایور (هلندی: Anna Drijver؛ زادهٔ ۱ اکتبر ۱۹۸۳) مدل، هنرپیشه اهل هلند است.